# ФК БАТЭ в сезоне 2005
Сезон 2005 — 10-й в истории ФК БАТЭ. Команда впервые в истории осталась без медалей в Высшей лиге чемпионата Белоруссии по футболу, заняв лишь 5-е место.
В розыгрыше Кубка Белоруссии 2004/2005 команда дошла до финала, где уступила клубу МТЗ-РИПО (Минск).
В стартовавшем летом розыгрыше Кубка Белоруссии 2005/2006, борисовчане преодолели барьеры 1/16 и 1/8 финала.
В первом рауде Кубка УЕФА 2005—2006 БАТЭ одолел в двух матчах грузинский клуб «Торпедо» (Кутаиси). Однако во втором раунде клуб вынужден был завершить выступление в турнире после двух поражений от российских «Крыльев Советов».

## Высшая лига (Д1)
См. также: Чемпионат Белоруссии по футболу 2005
Первый круг
| Тур  | Соперник                 | Стадион | Стадион                 | Счёт | Авторы голов                                            | Зрители |
| ---- | ------------------------ | ------- | ----------------------- | ---- | ------------------------------------------------------- | ------- |
| 1-й  | Шахтёр (Солигорск)       | Г       | «Строитель», Солигорск  | 2:2  | Лебедев 22′ · Беганский 73′                             | 3300    |
| 2-й  | Дарида (Минский р-н)     | Д       | Городской, Борисов      | 1:1  | Баранов 60′                                             | 4200    |
| 3-й  | Днепр-Трансмаш (Могилёв) | Г       | «Спартак», Могилёв      | 1:1  | Кобец 78′                                               | 2200    |
| 4-й  | Нафтан (Новополоцк)      | Д       | Городской, Борисов      | 3:0  | Шорох 53′ · Беганский 65′ (пен.) · Вишняков 86′         | 3600    |
| 5-й  | МТЗ-РИПО (Минск)         | Г       | «Трактор», Минск        | 1:0  | Кобец 50′                                               | 1300    |
| 6-й  | Звезда-БГУ (Минск)       | Д       | Городской, Борисов      | 4:0  | Лебедев 40′ · 43′ (авт.) · Беганский 50′ · Стасевич 55′ | 3500    |
| 7-й  | Славия (Мозырь)          | Г       | Юность (Мозырь)         | 2:2  | Беганский 73′ (пен.) 82′ (пен.)                         | 1000    |
| 8-й  | Торпедо (Жодино)         | Д       | Городской, Борисов      | 0:1  |                                                         | 3700    |
| 9-й  | Локомотив (Минск)        | Г       | «Юность», Сморгонь      | 3:3  | Рубненко 10′ · Беганский 64′ · Кобец 77′                | 1500    |
| 10-й | Динамо (Минск)           | Д       | Городской, Борисов      | 1:0  | Кобец 41′                                               | 4000    |
| 11-й | Неман (Гродно)           | Г       | «Неман», Гродно         | 1:1  | Беганский 43′                                           | 1300    |
| 12-й | ФК Гомель                | Д       | Городской, Борисов      | 1:1  | Лебедев 13′                                             | 3000    |
| 13-й | Динамо (Брест)           | Г       | ГОСК «Брестский», Брест | 2:1  | Скрипченко 65′ · Кобец 76′                              | 3500    |

Второй круг
| Тур  | Соперник       | Стадион | Стадион             | Счёт | Авторы голов                          | Зрители |
| ---- | -------------- | ------- | ------------------- | ---- | ------------------------------------- | ------- |
| 14-й | Шахтёр         | Д       | Городской, Борисов  | 0:2  |                                       | 3600    |
| 15-й | Дарида         | Г       | «Дарида», Минск     | 1:1  | Кобец 21′                             | 1000    |
| 16-й | Днепр-Трансмаш | Д       | Городской, Борисов  | 2:1  | Кобец 10′ · Жавнерчик 87′             | 2400    |
| 17-й | Нафтан         | Г       | Атлант, Новополоцк  | 2:1  | Кобец 2′ · Рубненко 19′               | 4000    |
| 18-й | МТЗ-РИПО       | Д       | Городской, Борисов  | 0:1  |                                       | 2900    |
| 19-й | Звезда-БГУ     | Г       | «Трактор», Минск    | 2:2  | Близнюк 37′ (пен.) 43′ (пен.)         | 600     |
| 20-й | Славия         | Д       | Городской, Борисов  | 2:0  | Скрипченко 63′ · Радьков 76′          | 1500    |
| 21-й | Торпедо        | Г       | «Торпедо», Жодино   | 1:1  | Кобец 75′ (пен.)                      | 3000    |
| 22-й | Локомотив      | Д       | Городской, Борисов  | 1:0  | Ермакович 31′                         | 2500    |
| 23-й | Динамо Мн      | Г       | «Динамо», Минск     | 2:2  | Кобец 57′ · Близнюк 76′               | 4500    |
| 24-й | Неман          | Д       | Городской, Борисов  | 2:0  | А. Бага 56′ · Лебедев 59′             | 1800    |
| 25-й | Гомель         | Г       | Центральный, Гомель | 3:2  | Лебедев 53′ · Близнюк 58′ · Кобец 85′ | 7500    |
| 26-й | Динамо Бр      | Д       | Городской, Борисов  | 2:1  | Близнюк 5′ · Шмигеро 83′              | 4500    |

### Турнирная таблица
Положение по итогам 15-го чемпионата Белоруссии.
| Место | Клуб               | И  | В  | Н  | П | МЗ | МП | РМ  | Очки | Примечание                                   |
| ----- | ------------------ | -- | -- | -- | - | -- | -- | --- | ---- | -------------------------------------------- |
|       | Шахтёр (Солигорск) | 26 | 19 | 6  | 1 | 59 | 14 | +45 | 63   | Квалификация во 1-й кв. раунд Лиги чемпионов |
|       | Динамо (Минск)     | 26 | 15 | 5  | 6 | 50 | 26 | +24 | 50   | Квалификация в 1-й квал. раунд Кубка УЕФА    |
|       | МТЗ-РИПО (Минск)   | 26 | 16 | 1  | 9 | 43 | 30 | +13 | 49   | Квалификация в 1-й раунд Кубка Интертото     |
| 4     | Торпедо (Жодино)   | 26 | 14 | 5  | 7 | 40 | 25 | +15 | 47   |                                              |
| 5     | БАТЭ               | 26 | 12 | 11 | 3 | 42 | 27 | +15 | 47   | Квалификация в 1-й квал. раунд Кубка УЕФА    |

## Кубок Белоруссии

### Кубок Белоруссии по футболу 2004—2005
| Стадия     | Соперник             | Стадион | Стадион            | Счёт | Авторы голов | Зрители |
| ---------- | -------------------- | ------- | ------------------ | ---- | ------------ | ------- |
| 1/4 1 матч | Днепр (Могилёв)      | Д       | Городской, Борисов | 1:0  | Баранов 53′  | 1 500   |
| 1/4 2 матч | Днепр (Могилёв)      | Г       | «Спартак», Могилёв | 1:2  | Халецкий 56′ | 3 500   |
| 1/2 1 матч | Дарида (Минский р-н) | Г       | «Дарида», Минск    | 1:0  | Халецкий 2′  | 2 500   |
| 1/2 2 матч | Дарида (Минский р-н) | Д       | Городской, Борисов | 1:0  | Беганский 2′ | 2 700   |
| Финал      | МТЗ-РИПО (Минск)     | Н       | «Динамо», Минск    | 1:2  | Лебедев 28′  | 15 500  |

### Кубок Белоруссии по футболу 2005—2006
| Стадия | Соперник        | Стадион | Стадион            | Счёт           | Авторы голов             | Зрители |
| ------ | --------------- | ------- | ------------------ | -------------- | ------------------------ | ------- |
| 1/16   | Спартак (Шклов) | Г       | «Спартак», Шклов   | 1:0            | Вишняков 39′             | 2 000   |
| 1/8    | Славия (Мозырь) | Д       | Городской, Борисов | 2:2 п.п. 12:11 | Кобец 27′ · А. Бага 94+′ | 5 000   |

## Кубок УЕФА 2005—2006

### Первый раунд
| Стадия | Соперник          | Стадион | Стадион                    | Счёт | Авторы голов                                   | Зрители |
| ------ | ----------------- | ------- | -------------------------- | ---- | ---------------------------------------------- | ------- |
| 1 матч | Торпедо (Кутаиси) | Г       | им. Михаила Месхи, Тбилиси | 1:0  | А. Бага 26′ (пен.)                             | 2 000   |
| 2 матч | Торпедо (Кутаиси) | Д       | Городской, Борисов         | 5:0  | Молош 10′ · Лебедев 21′ 36′ · Рубненко 38′ 43′ | 5 000   |

### Второй раунд
| Стадия | Соперник                | Стадион | Стадион             | Счёт | Авторы голов | Зрители |
| ------ | ----------------------- | ------- | ------------------- | ---- | ------------ | ------- |
| 1 матч | Крылья Советов (Самара) | Г       | «Металлург», Самара | 0:2  |              | 26 000  |
| 2 матч | Крылья Советов (Самара) | Д       | Городской, Борисов  | 0:2  |              | 5 500   |